# Heterixalus
Heterixalus is een geslacht van kikkers uit de familie van de rietkikkers (Hyperoliidae). De groep werd beschreven door Raymond Ferdinand Laurent in 1944.
Er zijn elf verschillende soorten die endemisch zijn op Madagaskar.
Veel soorten hebben een groene tot bruine lichaamskleur; andere hebben rode en witte tinten. Heterixalus alboguttatus is zeer bont van kleur en heeft vele gele, zwartomzoomde vlekken aan de bovenzijde.

## Soorten
- Heterixalus alboguttatus
- Heterixalus andrakata
- Heterixalus betsileo
- Heterixalus boettgeri
- Heterixalus carbonei
- Heterixalus luteostriatus
- Heterixalus madagascariensis
- Heterixalus punctatus
- Heterixalus rutenbergi
- Heterixalus tricolor
- Heterixalus variabilis